# Arcis-sur-Aube
Arcis-sur-Aube je naselje in občina v severnem francoskem departmaju Aube regije Šampanja-Ardeni. Leta 2008 je naselje imelo 3.019 prebivalcev.

## Geografija
Naselje leži v pokrajini Šampanja-Ardeni ob reki Aube, 27 km severno od središča departmaja Troyesa.

## Uprava
Arcis-sur-Aube je sedež istoimenskega kantona, v katerega so poleg njegove vključene še občine Allibaudières, Aubeterre, Champigny-sur-Aube, Charmont-sous-Barbuise, Le Chêne, Feuges, Herbisse, Mailly-le-Camp, Montsuzain, Nozay, Ormes, Poivres, Pouan-les-Vallées, Saint-Étienne-sous-Barbuise, Saint-Remy-sous-Barbuise, Semoine, Torcy-le-Grand, Torcy-le-Petit, Villette-sur-Aube, Villiers-Herbisse in Voué z 10.123 prebivalci.
Kanton je sestavni del okrožja Troyes.

## Zgodovina
Arcis-sur-Aube je bil 21. marca 1814 prizorišče bitke, v kateri je avstrijska vojska pod poveljstvom feldmaršala Karla Philippa zu Schwarzenberga porazila Napoleonovo vojsko.

## Zanimivosti
- cerkev sv. Štefana, francoski narodni spomenik;

## Pobratena mesta
- Gomaringen (Baden-Württemberg, Nemčija);